# U 3 (U-Boot, 1909)
U 3 war ein U-Boot, das für die deutsche Kaiserliche Marine gebaut wurde.

## Bau und Indienststellung
Das Zweihüllenboot war ein Amtsentwurf und für den Einsatz in der Hochsee konzipiert. Es wurde am 13. August 1907 in Auftrag gegeben und in der Kaiserlichen Werft Danzig auf Kiel gelegt. Der Stapellauf erfolgte am 27. März 1909, die Auslieferung und Indienststellung am 29. Mai 1909 unter Kapitänleutnant Ludwig Fischer.
U 3 war ein sogenanntes Zweihüllenboot und als Hochseeboot konzipiert.

## Technik
Das U-Boot war 51,28 m lang, 3,8 m breit und hatte einen Tiefgang von 2,9 m sowie eine Verdrängung von 421 Tonnen über und 510 Tonnen unter Wasser. Die Besatzung bestand aus 21 Mann, wovon drei Offiziere waren. Es waren zwei Körting-Sechszylinder-Zweitakt-Petroleummotoren mit und 441 kW (600 PS) eingebaut, andere Quellen gehen von einem Achtzylinder-Zweitakt-Petroleummotor aus. Für die Unterwasserfahrt war ein SSW-Elektromotor eingebaut, welcher eine Leistung von 758 kW (1030 PS) hatte. Somit wurden über Wasser Höchstgeschwindigkeiten von 11,5 kn und unter Wasser von 9,5 kn erreicht. Der Aktionsradius betrug bis zu 3.000 NM bei Überwasserfahrt. Bei getauchter Fahrt mit 4,5 kn wurden 55 NM erreicht bei einer maximalen Tauchtiefe von 50 Meter.
Die Bewaffnung bestand aus jeweils zwei Torpedorohren am Bug und Heck mit sechs Torpedos. Zusätzlich war hinter dem Turm bis Ende 1914 eine Revolverkanone montiert, welches ab 1915 durch ein 5-cm-Geschütz ersetzt wurde.

## U-Boot-Unfall
Am 17. Januar 1911 ereignete sich der einzige deutsche U-Boot-Unfall vor dem Ersten Weltkrieg. U 3 lief an diesem Tag mit U-Bootschülern besetzt an einem stürmischen Tag mit Wind und hohen Wellen zu einer Erprobungsfahrt aus dem Kieler Hafen. Noch vor Verlassen des Hafens sollte ein Tauchversuch durchgeführt werden. Als das Wasser das Oberdeck überspülte, drang Wasser in den Maschinenraum ein. Durch einen Ventilationsmast, dessen Verschlussklappe den geschlossenen Zustand anzeigte, gelangte Wasser ins Boot. Kapitänleutnant Ludwig Fischer befahl daraufhin, alle Mann in den Bugraum zu evakuieren, während er selbst mit Leutnant zur See Kalbe und Obermatrose Rieper im Turm eingesperrt wurde. Zwei Stunden später wurde der Unfall gemeldet, woraufhin zwei Schwimmkräne zur ca. 2 km entfernten Unfallstelle aufbrachen. Die Tragkraft beider Kräne betrug 150 t. Das U-Boot-Hebeschiff Vulkan war im Hafen für Reparaturen festgemacht und, sobald es einsatzbereit war, ebenso zur Unfallstelle beordert. Elf Stunden später befestigten Taucher mehrere Stahlseile am Vorschiff, um U 3 soweit anzuheben, dass die Besatzung über die Bugtorpedorohre zu retten wäre. Beim Durchbrechen der Wasseroberfläche rutschte das Boot ab, einige Stahlseile rissen und U 3 versank erneut. Nach weiteren vierzehn Stunden erst gelang es, das Schiff bis auf die Höhe der Torpedorohrklappen zu heben und anschließend 29 Mann der Mannschaft durch diese zu retten, bevor diese durch das Chlorgas der auslaufenden Akkumulatoren bleibende gesundheitliche Schäden erlitten. Der Versuch, das Boot weiter anzuheben, um die drei im Turm festsitzenden Männer zu retten, schlug fehl. So musste weitere fünf Stunden gewartet werden, bis das U-Boot-Hebeschiff SMS Vulkan einsatzbereit war. Dies war nach 30 Stunden zu spät für den Kommandanten, Kapitänleutnant Ludwig Fischer sowie Leutnant z. S. Kalbe und Obermatrose Rieper – sie erstickten. Spätere Untersuchungen ergaben, dass die Verschlussklappe des Ventilationsmastes falsch eingebaut war.
Das Geschehen fand große Beachtung bis hin zu Kaiser Wilhelm II. Die Beisetzung Fischers in Darmstadt zog 10.000 Trauernde an. Das Darmstädter Realgymnasium setzte noch im selben Jahr seinem ehemaligen Schüler (1896–1899) auf dem Schulhof ein Denkmal mit einem Porträtmedaillon.

## Einsatz und Verbleib
Nach dem Unfall wurde das Boot instand gesetzt und am 7. April 1911 wieder in Dienst gestellt. Zu Beginn des Ersten Weltkriegs wurde U 3 auf vier Feindfahrten in die Ostsee geschickt, wo es in Kooperation mit anderen deutschen Kriegsschiffen gegen die russische Marine vorgehen sollte. Es stellte sich jedoch bald die Untauglichkeit von U 3 für derlei Kriegseinsätze heraus. Daher wurde es noch im August 1914 zum Schulboot umfunktioniert und blieb bis Kriegsende Teil der Ausbildungsflottille in Kiel.
Das Boot sank am 1. Dezember 1918 beim Schleppen ins englische Preston. Andere Quellen besagen, dass es am 27. Januar 1919 in Kiel abgewrackt wurde.

## Kommandanten

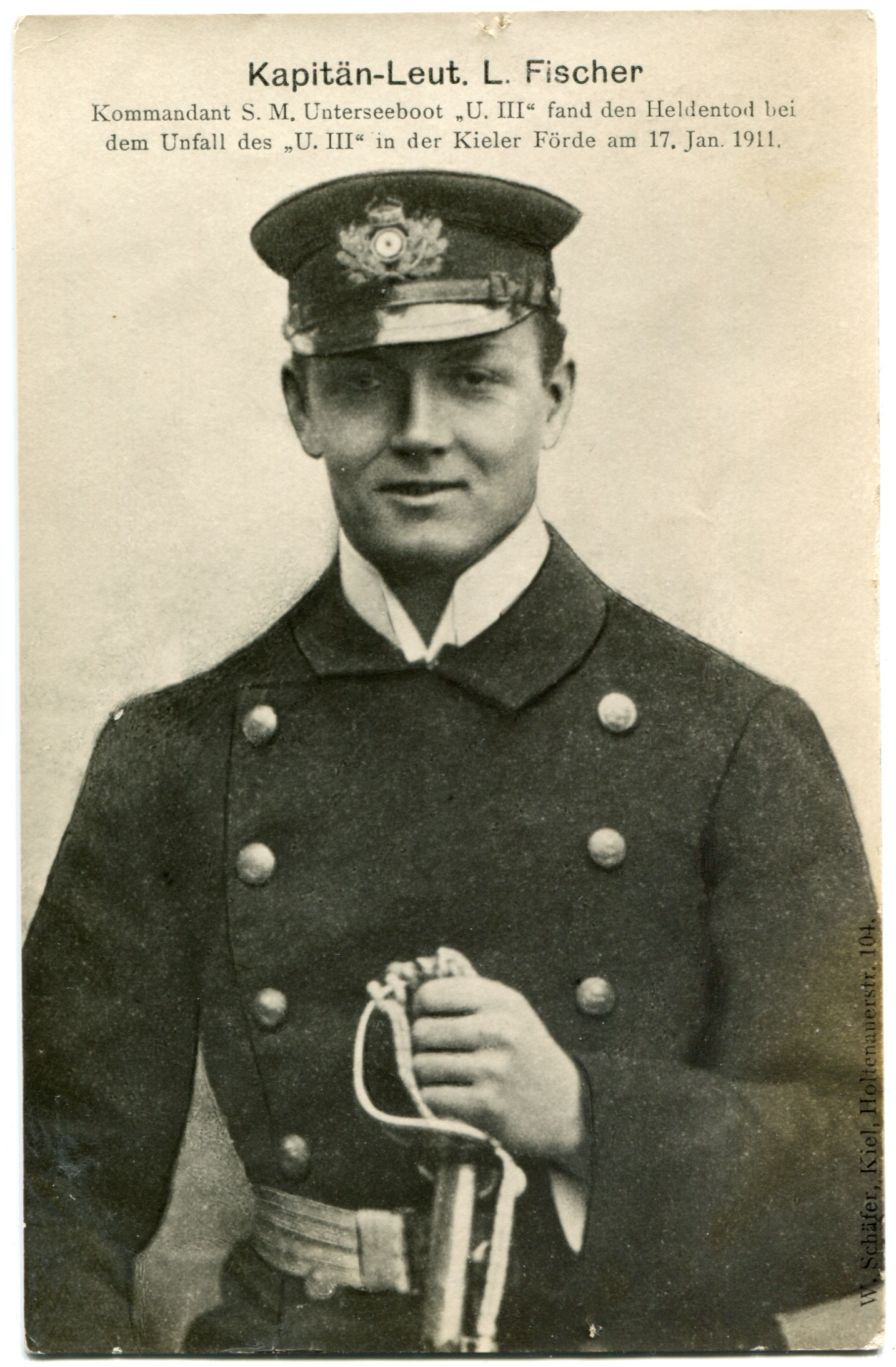
Kapitänleutnant Ludwig Fischer

| Dienstgrad           | Name                         | von           | bis                 |
| -------------------- | ---------------------------- | ------------- | ------------------- |
| Kapitänleutnant      | Ludwig Fischer               | 29. Mai 1909  | 17. Januar 1911 (†) |
| Kapitänleutnant      | Otto Weddigen                | 7. April 1911 | August 1914         |
| Kapitänleutnant      | Max Valentiner               | August 1914   | 27. Oktober 1914    |
| Kapitänleutnant      | Erich Sittenfeld             | ?             | ?                   |
| Oberleutnant zur See | Ludwig Güntzel               | Mai 1915      | Juni 1915           |
| Kapitänleutnant      | Volhard Freiherr von Bothmer | ?             | ?                   |
| Kapitänleutnant      | Curt Willich                 | ?             | ?                   |
| Kapitänleutnant      | Friedrich Strackerjan        | ?             | ?                   |
| Kapitänleutnant      | Karl Edeling                 | ?             | ?                   |
| Oberleutnant zur See | Hellmuth von Ruckteschell    | ?             | ?                   |
| Kapitänleutnant      | Gernot Goetting              | ?             | ?                   |
| Kapitänleutnant      | Clemens Wickel               | ?             | ?                   |
| Kapitänleutnant      | Woldemar Adam                | ?             | September 1917      |
| Kapitänleutnant      | Friedrich Ulrich             | ?             | ?                   |
| Kapitänleutnant      | Bruno Krumhaar               | Oktober 1917  | März 1918           |
| Kapitänleutnant      | Max Bräutigam                | ?             | ?                   |
| Kapitänleutnant      | Erich Metzenthin             | ?             | ?                   |
| Kapitänleutnant      | Karl Mathy                   | Oktober 1918  | Ende                |